# George Brannigan
George Brannigan (ur. 9 kwietnia 1992 w Hastings) – nowozelandzki kolarz górski.

## Kariera
Pierwszy sukces w karierze George Brannigan osiągnął 16 września 2012 roku w norweski Hafjell. W zawodach Pucharu Świata w downhillu zajął tam drugie miejsce, za Kanadyjczykiem Steve'em Smithem, a przed Gregiem Minnaarem z Republiki Południowej Afryki. Było to jego jedyne podium w sezonie 2012 i w klasyfikacji końcowej zajął dziesiąte miejsce. Ponadto na mistrzostwach świata w Mont-Sainte-Anne w 2010 roku był czwarty wśród juniorów. W kategorii elite najlepszy wynik osiągnął na rozgrywanych w 2013 roku mistrzostwach świata w Pietermaritzburgu, gdzie był trzynasty.